# مسجد كاتدرائية فولوغدا
مسجد كاتدرائية فولوغدا الجمعة (بالروسية: Вологодская соборная мечеть) هو مسجد يفع في فولوغدا، في الجزء العابر للنهر من المدينة.

## تاريخ
بدأت فكرة بناء مسجد منذ اللحظة التي تم فيها تنظيم الجالية المسلمة (1996). في المراحل الأولى من نشاط الجالية المسلمة في المدينة، تم استئجار أماكن إقامة صلاة الجمعة وأعيادها من منظمات مختلفة (المركز الإقليمي للنقابات والصالات الرياضية، إلخ). تمت الموافقة على الوثائق الأولية لبناء المسجد من قبل مجلس التخطيط البلدي. اختير مشروع المسجد على أساس تنافسي من بين 12 مشروعًا. تم بناء المسجد الفسيح المكون من طابقين بين سنتي 1998 و2001. صممه المهندس المعماري فولوغدا بوريسوفسكي على الطراز الأصلي، ويجمع بين عناصر الانتقائية والعمارة الإسلامية التفليدية. مسجل رسميًا لدى مؤسسة العدالة الحكومية عام 2004.

## أئمة المسجد
- 1996 - 1998 - أنور ساليف من موسكو
- 1998 - 2006 - ناييل مصطفى
- 2006 - 2017 - ر. ب. مصطفى

## روابط خارجية
- مسلمو فولوغدا يقيمون صلاة التراويح في مسجد الكاتدرائية.